# Isländischer Fußballpokal der Männer 1970
Der isländische Fußballpokal 1971 war die elfte Austragung des isländischen Pokalwettbewerbs der Männer. Pokalsieger wurde zum ersten Mal Fram Reykjavík. Das Team setzte sich im Finale am 14. November 1970 im Melavöllur von Reykjavík gegen ÍBV Vestmannaeyja durch. Titelverteidiger ÍBA Akureyri war in der vierten Runde gegen den späteren Finalisten ÍBV Vestmannaeyja ausgeschieden.

## Modus
Die Begegnungen wurden in einem Spiel ausgetragen. Bei unentschiedenem Ausgang wurde das Spiel wiederholt. Erstmals traten Reservemannschaften ab dieser Spielzeit nicht an.

## Qualifikation
| Datum      |                         | Ergebnis |                     |
| ---------- | ----------------------- | -------- | ------------------- |
| 09.08.1970 | Leiknir Fáskrúðsfjörður | 4:2      | Valur Reyðarfjörður |
| 09.08.1970 | Hrafnkell Freysgoði     | 3:0      | Austri Eskifjörður  |

## 1. Runde
| Datum      |                         | Ergebnis |                      |
| ---------- | ----------------------- | -------- | -------------------- |
| 06.08.1970 | FH Hafnarfjörður        | kampflos | UMF Njarðvík         |
| 08.08.1970 | KS Siglufjarðar         | 5:1      | Leiftur Ólafsfjörður |
| 08.08.1970 | Völsungur Húsavík       | 11:30    | UMF Tindastóll       |
| 08.08.1970 | Víðir Garði             | kampflos | Reynir Sandgerði     |
| 08.08.1970 | Hamar Hveragerði        | kampflos | Freyr Stokkseyri     |
| 17.08.1970 | þróttur Reykjavík       | kampflos | Hrönn Reykjavík      |
| 22.08.1970 | Breiðablik Kópavogur    | 11:00    | UMF Stjarnan         |
| 22.08.1970 | Leiknir Fáskrúðsfjörður | 1:0      | Hrafnkell Freysgoði  |

## 2. Runde
Teilnehmer: Die acht Sieger der 1. Runde, þróttur Norðfjörður aus der dritten Liga, sowie Haukar, Selfoss und Ármann aus der zweiten Liga.
| Datum      |                      | Ergebnis |                         |
| ---------- | -------------------- | -------- | ----------------------- |
| 23.08.1970 | þróttur Norðfjörður  | 3:0      | Leiknir Fáskrúðsfjörður |
| 29.08.1970 | Hamar Hveragerði     | 01:10    | UMF Selfoss             |
| 05.09.1970 | Víðir Garði          | 1:4      | Breiðablik Kópavogur    |
| 09.09.1970 | Haukar Hafnarfjörður | 3:2      | FH Hafnarfjörður        |
| 19.09.1970 | þróttur Reykjavík    | 2:6      | Ármann Reykjavík        |
| 27.09.1970 | KS Siglufjarðar      | 4:1      | Völsungur Húsavík       |

## 3. Runde
Teilnehmer: Die sechs Sieger der 2. Runde, sowie Hörður, Vestri, Vikingur und Skallagrímur.
| Datum      |                      | Ergebnis |                  |
| ---------- | -------------------- | -------- | ---------------- |
| 02.07.1970 | Hörður Isafjörður    | 1:0      | ÍF Vestri        |
| 08.08.1970 | UMF Víkingur         | 0:1      | UMF Skallagrímur |
| 19.09.1970 | þróttur Norðfjörður  | 3:2      | KS Siglufjarðar  |
| 19.09.1970 | Breiðablik Kópavogur | 1:1      | UMF Selfoss      |
| 27.09.1970 | Haukar Hafnarfjörður | 0:1      | Ármann Reykjavík |

### Wiederholungsspiel
| Datum      |                      | Ergebnis |             |
| ---------- | -------------------- | -------- | ----------- |
| 03.10.1970 | Breiðablik Kópavogur | 3:1      | UMF Selfoss |

## 4. Runde
Die fünf Sieger der dritten Runde, die vier Erstligisten, die in der Saison 1969 die Plätze 4 bis 7 belegten (ÍBV, Valur, Fram, ÍBA), sowie der Meister der zweiten Liga Víkingur R.
| Datum      |                     | Ergebnis |                      |
| ---------- | ------------------- | -------- | -------------------- |
| 19.09.1970 | UMF Skallagrímur    | 2:5      | Hörður Isafjörður    |
| 03.10.1970 | ÍBV Vestmannaeyja   | 2:1      | ÍBA Akureyri         |
| 10.10.1970 | Ármann Reykjavík    | 2:2      | Breiðablik Kópavogur |
| 11.10.1970 | þróttur Norðfjörður | 00:15    | Valur Reykjavík      |
| 11.10.1970 | Fram Reykjavík      | 3:2      | Víkingur Reykjavík   |

### Wiederholungsspiel
| Datum      |                  | Ergebnis |                      |
| ---------- | ---------------- | -------- | -------------------- |
| 17.10.1970 | Ármann Reykjavík | 0:4      | Breiðablik Kópavogur |

## Viertelfinale
Teilnehmer: Die fünf Sieger der 4. Runde und die drei besten Erstligisten der Saison 1969 (ÍB Keflavík, ÍA Akranes, KR Reykjavík). 
| Datum      |                | Ergebnis |                      |
| ---------- | -------------- | -------- | -------------------- |
| 10.10.1970 | ÍA Akranes     | 1:2      | ÍBV Vestmannaeyja    |
| 17.10.1970 | Fram Reykjavík | 7:1      | Hörður Isafjörður    |
| 18.10.1970 | ÍB Keflavík    | 2:1      | Valur Reykjavík      |
| 24.10.1970 | KR Reykjavík   | 1:0      | Breiðablik Kópavogur |

## Halbfinale
| Datum      |                   | Ergebnis |              |
| ---------- | ----------------- | -------- | ------------ |
| 25.10.1970 | ÍBV Vestmannaeyja | 2:1      | ÍB Keflavík  |
| 01.11.1970 | Fram Reykjavík    | 2:1      | KR Reykjavík |

## Finale
| Paarung  | Fram Reykjavík – ÍBV Vestmannaeyja                   |
| Ergebnis | 2:1                                                  |
| Datum    | 14. November 1970                                    |
| Stadion  | Melavöllur, Reykjavík                                |
| Tore     | Für Fram: Kristinn Jorunðsson Für ÍBV: Tomas Palsson |